# عمرو سراج
عمرو عبد الفتاح سراج (مواليد 8 أبريل 1998) هو لاعب كرة قدم قطري يلعب مع نادي الغرافة في دوري نجوم قطر كلاعب جناح.

## الحياة الشخصية
هو شقيق اللاعب محمد سراج.